# Rirette Maitrejean
Rirette Maitrejean cujo nome verdadeiro era Anna Estorges foi uma anarquista francesa nascida em 1887, foi companheira de Maurice Vandamme e posteriormente de Victor Serge. Juntamente com Serge foi julgada no início da segunda década do século XX por um suposto envolvimento que teria com a organização anarquista ilegalista denominada pela imprensa de Bando Bonnot, responsável por uma série de ações criminosas (assaltos e fraudes) contra as elites francesas nos anos de 1911 à 1913.
Posteriormente ela publicou artigos em diversos periódicos anarquistas entre estes o La Revue Anarchiste, La défense de l'homme e "La liberté" (fundado por Louis Lecoin em 1959).